# Batalla de Ciudad Bolívar
La batalla de Ciudad Bolívar fue el último enfrentamiento militar librado en el contexto de la Revolución Libertadora en julio de 1903.

## Desarrollo
Tras la victoria gubernamental en La Victoria en noviembre de 1902 los rebeldes empezaron a perder terreno hasta quedar su última posición en torno a Ciudad Bolívar, defendida por el caudillo oriental Nicolás Rolando Monteverde. 
El gobierno liberal de Cipriano Castro envió 2.000 hombres al mando del general Juan Vicente Gómez en los vapores Restaurador, Bolívar y Zamora desde La Guaira. La flota al mando de Roman Delgado Chalbaud atraca cerca de Güiria (Estado Sucre). Las tropas gubernamentales desembarcan y rápidamente se le suman los aliados locales. La fuerza combinada inicia su avance a su objetivo, venciendo la resistencia enemiga en la batalla de Campo Claro el 2 de julio. 
El 13 de julio los vapores Restaurador, Bolívar y Zamora más el cañonero Miranda inician un bloqueo naval a Ciudad Bolívar. El 14 de julio las tropas estacionadas en Soledad cruzan el río Orinoco a bordo del vapor Miranda y ponen a Ciudad Bolívar bajo asedio. 
Entre tanto distinguidos personajes de Ciudad Bolívar como el obispo Antonio María Durán, Luis Brockman, cónsul de Alemania; Jesús Henderson, agente consular de los Estados Unidos y otros, parlamentaban con el general Gómez para evitar el derramamiento de sangre.
El 15 de julio el general Rolando le envía un telegrama presidente Castro planteando la posibilidad de una resolución pacífica. La idea de la capitulación tomó cuerpo y se habría firmado si no hubiera sido porque el presidente Castro ordenó a Gómez que el enemigo se rindiera a discreción a cambio de las garantías a jefes, oficiales y soldados, a excepción del Ramón Cecilio Farreras, quien quedaría sometido a juicio ordinario por el delito de alta traición.
El 16 de julio llegan dos embarcaciones militares, una de los Estados Unidos y otra de Francia para proteger a los ciudadanos de dichas naciones. El 19 de julio a las cuatro de la mañana comienza la Batalla de Ciudad Bolívar con una descarga de artillería desde todos los flancos sobre las posiciones de los revolucionarios. Gómez ordena el asalto de la ciudad por las divisiones Araujo y Vanguardia de los generales Manuel Araujo y Eustoquio Gómez respectivamente.

## Desenlace
Los revolucionarios reforzaron sus puestos en cada frente y rompieron el dique para que las aguas crecidas del Orinoco penetraran hasta la ciudad y la dejaran flotando como isla piramidal desde la cual dispararían durante tres días. El combate fue recio y sangriento en los frentes de Santa Lucía, El Dique, Ojo de Agua, Mango Asao, Cerro La Esperanza, La Piedra del Chivo, El Obelisco, San Isidro, Cerro El Zamuro, El Cementerio, El Convento, Santa Ana y Los Morichales. 3.500 soldados del Gobierno disparando sus fusiles desde tierra y devastadoras cargas de artillería bombardeando desde barcos maniobrando a discreción en el Orinoco fue minando calle por calle hasta enervar la resistencia de los 2 mil revolucionarios comandados por el General Rolando. El Cuartel de El Capitolio fue el último en rendirse y el general Rolando fue capturado junto a su Estado Mayor el 21 de julio de 1903.